# 안동찜닭
안동찜닭은 닭고기와 채소를 이용한 찜류의 요리로서, 경상북도 안동시에서 기원한 음식으로 알려져 있다.

## 기원

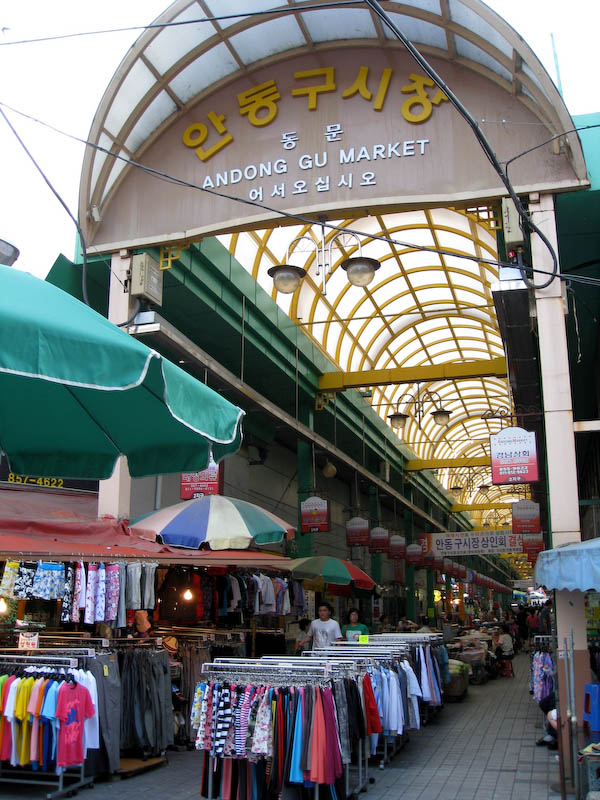
안동구시장. 안동찜닭의 기원으로 알려짐

안동찜닭의 기원에는 여러 가지 주장이 있다.
첫 번째 주장은, 조선시대에 사대부·양반 및 중인 계층은 도성 안쪽에 살았고 평민 같은 가난한 계층은 도성 바깥쪽에 살아, 도성 안쪽을 '안동네' 바깥쪽을 '바깥동네'라고 불렀는데, 도성 안쪽 사람들이 특별한 날 닭을 쪄먹는 것을 일컬어 '안동네찜닭'이라고 부르던 것이 안동찜닭이 되었다는 주장이다.
두 번째 주장은, 1970년대 안동 구시장 '닭골목'의 한 음식점에서 손님들의 요구대로 음식에 여러 가지 재료를 넣다 보니 찜닭이 되었다는 주장이다.
세 번째 주장은 안동구시장 닭골목 상인들이 서양식 프라이드 치킨점의 확장에 대응하기 위해 안동찜닭을 개발해내었다는 주장이다.
현재의 안동찜닭은 안동음식이 맞지만 역사가 오래된 전통음식이 아니다. 안동 구시장에 생닭, 통닭, 마늘닭을 팔던 닭골목이 있었고 지금의 찜닭골목에 이르게 되었다.

## 역사

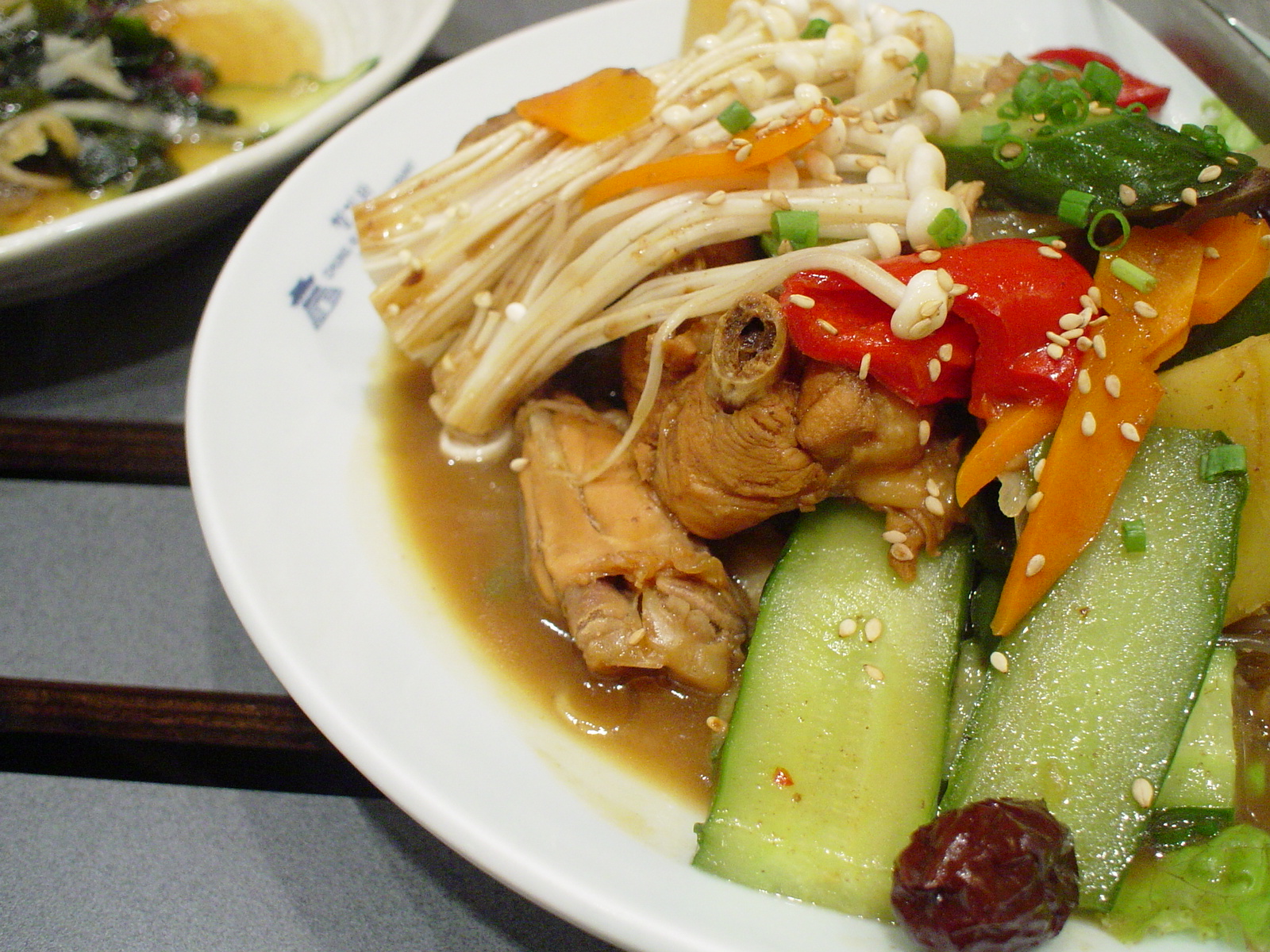
그릇에 담긴 안동찜닭

찜닭은 안동의 구시장 ‘통닭골목’에서 만들어 팔던 것으로서, 그 역사가 20년 정도밖에  되지 않는다.
1970년대 초부터 안동시장(현재 구시장)에 통닭골목’이란 곳이 있었다. 애초 그곳은 생닭을 팔면서 튀김통닭을 만들어 파는 상가가 다섯 집 있던 골목이었다. 통닭골목은 생닭을 파는 상가이면서도 튀김통닭과 막걸리를 파는 술집을 겸한 그런 곳이었다. 이곳을 드나들며 통닭을 시켜 먹거나 그것을 안주로 삼아 술을 마시던 사람들은 주로 향토사단의 군인, 택시기사, 노동자들이었다. 그리고 이 부근에 극장이 있어서 청춘남녀들도 통닭집을 찾는 고객이었고, 극히 드물게는 대학생들도 통닭집에서 모임을 가졌다.
그러다가 1970년대 후반부터 튀김통닭에 뭔가 변화를 주기 위해 고안된 것이 마늘 통닭이었다. 마늘을 많이 넣은 것은 기름기 많은 닭고기의 맛을 중화시키기 위한 것이었다. 마늘통닭의 소비는 튀김통닭 소비형태에서 한 걸음 더 나아가 어른들의 관광, 어린이들의 운동회·소풍·생일모임 등과 같은 특별한 날에 먹는 별식으로 확고한 자리를 잡았다. 자연스럽게 마늘 통닭은 어른에게나 어린이에게나 일상적으로 자주 먹기는 어려울 정도로 약간 비싼 편이었다.
마늘통닭보다 더 푸짐하고 먹음직스럽게 고안된 것이 1980년대 후반부터 만들기 시작한 찜닭이었다. 그 후 찜닭은 오늘날의 형태로 완성되었다. 찜닭은 통닭을 만들 때와 같은 크기로 닭고기를 썰어 넣고 여기에 당면·감자·당근·파·마늘·붉은고추를 넣어서 간장과 물엿으로 간을 하여 약간 물기가 있게 조린 것으로서 일종의 퓨전음식이다. 닭 한 마리로 찜닭을 만들면 마늘통닭에 비해서 훨씬 푸짐하였으며, 그 맛은 매콤하면서도 달콤하고 간간하다. 찜닭은 술안주, 간식, 반찬 그리고 찌개 등의 다양한 용도로 먹을 수 있는 이점이 있었다.
요약하자면, 1970년대 초반 튀김통닭에서 70년대 후반 마늘통닭으로, 80년대 초중반에 찜닭의 초기형으로, 그 뒤 1980년대 후반 당면, 감자, 당근, 마늘, 간장, 캐러멜 등이 추가되어 현재 찜닭의 모습을 갖추게 되었다. 또 현대에 와서 안동찜닭은 치즈찜닭과 같은 현대인에 입맛에 따른 다양한 형태의 찜닭으로 발전해 나가고 있다.
2000년대 안동출신의 인물이 "봉추찜닭"의 사업명으로 서울에서 찜닭사업을 시작하였다. 그 후 2001년 vj특공대에 소개되며 안동찜닭은 유명세를 타게 되었다. 그 후 봉추찜닭이 대대적인 광고를 하자 외환위기의 여파로 실직한 뒤 창업을 고민하던 사람들은 이를 보고 찜닭사업을 하게 되어 그 이후 많은 브랜드의 안동찜닭 판매점이 생기게 되었다. 이후 서울에 생긴 많은 안동찜닭 판매점 중 크게 번창한 사업장은 타도시, 지방으로 사업을 확대하여 프랜차이즈가 되기도 하였다.
안동시 뿐만 아니라 대구광역시ㆍ구미시ㆍ경산시 등 타 지역에서는 안동찜닭에다 고추장ㆍ고춧가루를 넣어 매콤하게 한 야채찜닭을 팔기도 한다.

## 효능
풍부한 단백질과 다양한 채소에 함유된 비타민을 섭취할 수 있다.

## 조리법
- 우선, 깨끗이 씻은 닭, 통마늘, 양파, 생강, 청양고추를 한 솥에 넣고 끓여 육수를 준비한다.

- 조각낸 닭을 우유에 재우거나, 한번 끓여 주면 닭 냄새가 제거되고 육질이 부드러워진다.

- 당면은 물에 불려놓는다.

- 삶은 닭을 간장, 물엿, 설탕, 후추, 그리고 준비한 육수에 담아 자박하게 끓인다.

- 표고버섯은 편으로 썰고, 당근과 감자는 깍둑썰어 각종 채소를 넣고 고압고온에서 약 10분간 끓인다.

- 당근과 감자가 거의 익어갈 때쯤, 약간의 밀가루와 시금치, 오이, 파를 넣고 불려 놓은 당면을 넣는다.

- 조리가 끝난 안동찜닭에는 참깨를 뿌려 완성한다.

## 의의
안동찜닭은 안동에서는 유명하지 않았으나 서울로 진출하여 매우 짧은 시기에 유명세를 타게 되면서 전국으로 확산되었고, 마침내 발명지 안동의 찜닭집을 변화시키고 안동 찜닭 해외 체인점 개설을 성사시켰다. 이는 상업자본주의 사회의 주변부에 위치한 중소 도시 안동을 떠난 찜닭이 중심부에 있는 수도권이라는 검증체계를 거친 이후 전국으로 확산되고 다시 발명지에 자극을 준 것이다. 이에 발명지 안동에서는 안동찜닭의 정통성을 고수하면서, 맛의 혼란이 초래된 타지의 찜닭과 차별화 될 수 있다는 측면에서 안동찜닭에 새로운 희망을 걸었다. 한편 다수의 외지인들은 안동찜닭을 안동의 전통음식인양 여기는데, 이는 안동의 지역 이미지가 찜닭에 포개진 결과이다. 음식 자체의 의미나 속성보다는 음식 발명지의 지역 이미지가 얼마나 중요한지를 말해주는 국면이다.

## 같이 보기
- 닭갈비
- 닭찜